# Jean-Yves Parpette
Jean-Yves Parpette est un skieur nautique français né le 8 janvier 1947. Il dispute les Jeux olympiques d'été de 1972 à Munich, terminant douzième en figures et huitième en saut ; cependant, le ski nautique est alors un sport de démonstration, et les résultats ne sont donc pas comptabilisés officiellement.
Il est vice-champion du monde toutes épreuves en 1969 et troisième en slalom en 1969 et 1973.